# Hexachaeta enderleini
Hexachaeta enderleini är en tvåvingeart som beskrevs av Lima 1935. Hexachaeta enderleini ingår i släktet Hexachaeta och familjen borrflugor. Inga underarter finns listade i Catalogue of Life.